# Montserrat Vilella Cuadrada
Montserrat Vilella Cuadrada (Reus, 1966) és una psicòloga i política catalana, diputada al Parlament de Catalunya en la XI Legislatura.

## Biografia
És llicenciada en psicologia per la Universitat Autònoma de Barcelona, especialitzada en Psicologia Clínica. Ha treballat en un Equip d'Atenció a la Infància i Adolescència de la Generalitat de Catalunya al Consell Comarcal del Baix Penedès. Després ha estat coordinadora de Serveis Socials del Consell Comarcal del Baix Camp, psicòloga clínica del Grup Pere Mata i directora de la Residència i Centre d'Atenció Especialitzada Marinada de l'ICASS. També és membre del grup de reflexió sobre l'atenció a les persones amb autisme.
Militant de Convergència Democràtica de Catalunya, ha estat escollida regidora de benestar social a l'ajuntament de Reus a les eleccions municipals espanyoles de 2011 i 2015. En 2014 es va fer públic que era la regidora millor pagada del consistori de Reus.
Ha estat escollida diputada per Girona dins la llista de Junts pel Sí a les eleccions al Parlament de Catalunya de 2015.